# Borís Mélnikov
Borís Borísovich Mélnikov –en ruso, Борис Борисович Мельников– (16 de mayo de 1938-5 de febrero de 2022) fue un deportista soviético que compitió en esgrima, especialista en la modalidad de sable.
Participó en los Juegos Olímpicos de Tokio 1964, obteniendo una medalla de oro en la prueba por equipos. Ganó dos medallas de oro en el Campeonato Mundial de Esgrima, en los años 1965 y 1967.

## Palmarés internacional
| Juegos Olímpicos   | Juegos Olímpicos  | Juegos Olímpicos | Juegos Olímpicos  |
| Año                | Lugar             | Medalla          | Prueba            |
| ------------------ | ----------------- | ---------------- | ----------------- |
| 1964               | Tokio (Japón)     | Medalla de oro   | Sable por equipos |
| Campeonato Mundial |                   |                  |                   |
| Año                | Lugar             | Medalla          | Prueba            |
| 1965               | París (Francia)   | Medalla de oro   | Sable por equipos |
| 1967               | Montreal (Canadá) | Medalla de oro   | Sable por equipos |